# Issaquah
Issaquah é uma cidade localizada no estado norte-americano de Washington, no Condado de King.

## Demografia
Segundo o censo norte-americano de 2000, a sua população era de 11.212 habitantes.
Em 2006, foi estimada uma população de 18.373, um aumento de 7161 (63.9%).

## Geografia
De acordo com o United States Census Bureau tem uma área de 21,9 km², dos quais 21,8 km² cobertos por terra e 0,1 km² cobertos por água. Issaquah localiza-se a aproximadamente 11 m acima do nível do mar.

## Localidades na vizinhança
O diagrama seguinte representa as localidades num raio de 12 km ao redor de Issaquah.